# جيمس سيتوما
جيمس سيتوما (بالإنجليزية: James Situma)‏ (11 نوفمبر 1984 - ) هو لاعب كرة قدم كيني في مركز الدفاع. شارك مع منتخب كينيا لكرة القدم. أما مع النوادي، فقد لعب مع نادي توسكر ونادي تيرانا ونادي سوفاباكا وNzoia Sugar F.C. ‏ وA.F.C. Leopards ‏ وNairobi City Stars ‏.

## روابط خارجية
- جيمس سيتوما على موقع قاعدة بيانات كرة القدم.إي يو (الإنجليزية)
- جيمس سيتوما على موقع ناشيونال فوتبول تيمز (الإنجليزية)
- جيمس سيتوما على موقع Soccerway.com (الإنجليزية)